# Ted Benoît

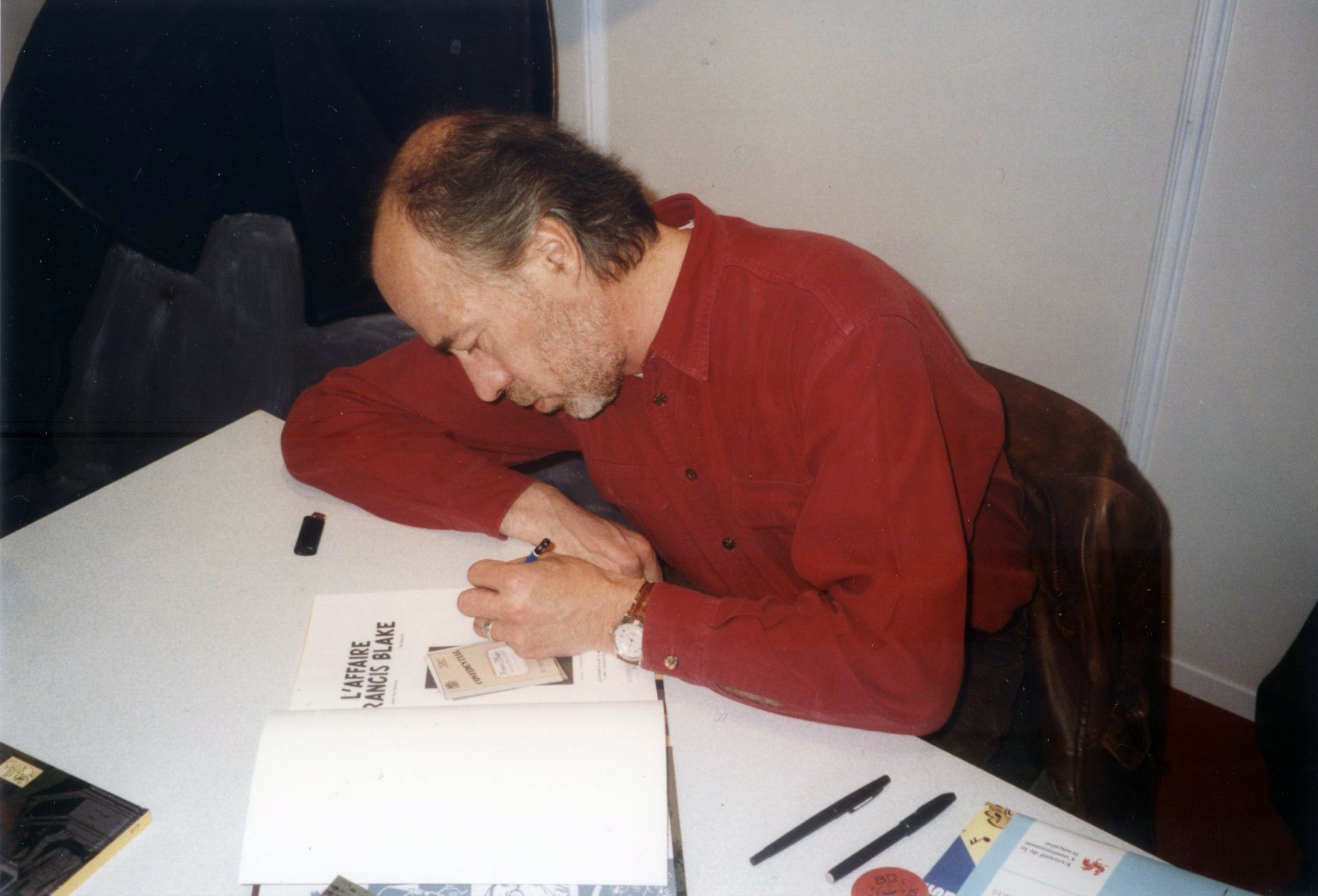
Ted Benoît

Thierry Benoît (* 25. Juli 1947 in Niort; † 30. September 2016 in Paris) war ein französischer Comiczeichner.

## Leben und Werk
Nach seinem Studium am Institute des Hautes Etudes des Cinématographiques begann er Anfang der 1970er Jahre mit dem Zeichnen von Comics und konnte erste Kurzgeschichten in Zeitschriften veröffentlichen. Dem folgten Veröffentlichungen in den Comiczeitschriften L’Écho des Savanes und Métal hurlant. Das erste Album Hôpital erschien 1979 und erhielt auf dem Comic-Salon in Angoulême den Preis für das beste Szenario. Auch sein nächstes Album, Vers la Ligne Claire war sehr erfolgreich. Mit diesem Werk begann er, die Stilrichtung Ligne claire aufzugreifen und in einer moderneren Form weiterzuentwickeln. In seinem 1982 erschienenen Comic Ray Banana und den folgenden Werken baut er darauf auf. Er gilt als einer der stilbildenden Künstler des Atomstils.
Mit Jean Van Hamme übernahm Ted Benoît 1996 die klassische Serie Blake und Mortimer von Edgar P. Jacobs, die dieser 1971 eingestellt hatte. Die neuen Folgen dieser Serie haben in Frankreich und Belgien großen Erfolg.